# Elderson Echiéjilé
Elderson Uwa Echiéjilé, né le 20 janvier 1988 à Benin City au Nigeria, est un footballeur international nigérian. Il évolue au poste de latéral gauche.

## Carrière

### Débuts au Nigeria
Il rejoint à l'âge de onze ans la Pepsi Football Academy où il sera en grande partie formé. Durant cette période, il occupe le poste d'attaquant. Il part entre-temps dans le club de Wikki Tourists Football Club, il y commencera sa carrière professionnelle et passera trois saisons en tant que professionnel. Il y sera repéré par Bendel Insurance, club de première division nigériane et y jouera aussi pendant trois saisons. Après avoir disputé la coupe du monde de football des moins de 20 ans avec l'équipe du Nigeria des moins de 20 ans au Canada, il signe un contrat de 3 ans avec le Stade rennais.

### Arrivée en Europe, au Stade rennais
Après quelques matchs avec l'équipe réserve de Rennes, il est intégré à l'équipe première en tant que remplaçant. Il joue son premier match professionnel le 23 décembre 2007 lors d'un match du Stade rennais à Toulouse (0-0). Il part à la fin de son contrat en juin 2010 au SC Braga.

### Départ pour Braga
En fin de contrat en juin 2010, il signe pour quatre ans avec le club portugais du SC Braga.
Il aura joué durant trois saisons et demie avec le club portugais du SC Braga, il comptabilise un total de 106 matchs pour 8 buts. Au mercato hivernal de 2014, il décide de changer d'air et de s'engager avec l'AS Monaco.

### Retour en France, à l'AS Monaco
Le 17 janvier 2014, Echiéjilé retrouve donc la Ligue 1 en s'engageant pour quatre saisons et demie en faveur de l'AS Monaco.
Il dispute son premier match avec l'effectif rouge et blanc lors du match contre Chasselay en Coupe de France, l'AS Monaco ayant remporté ce match trois buts à zéro.
Le 31 août 2016, il est prêté pour une saison avec option d'achat au Standard de Liège. Il revient cependant en Principauté lors du mercato hivernal avant de repartir pour un nouveau prêt, au Sporting Gijón.

#### Prêt en Turquie
Indésirable à Monaco après ses deux prêts à Liège et à Gijón, il est prêté pour un an avec Sivasspor le 7 juillet 2017. Il quitte la Turquie dès le mercato hivernal et rejoint en prêt le Cercle Bruges, club filial de l'AS Monaco.

### HJK Helsinki
Le 9 mars 2019, libre de tout contrat depuis la fin de son contrat le liant à l'AS Monaco, il s'engage pour un an, plus un autre en option avec le HJK Helsinki.

## Statistiques détaillées
| Saison                | Club                     | Championnat           | Championnat | Championnat | Coupe nationale | Coupe nationale | Coupe de la Ligue | Coupe de la Ligue | Compétition(s) continentale(s) | Compétition(s) continentale(s) | Compétition(s) continentale(s) | Nigeria | Nigeria | Total | Total |
| Saison                | Club                     | Division              | M.          | B.          | M.              | B.              | M.                | B.                | Comp.                          | M.                             | B.                             | M.      | B.      | M.    | B.    |
| 2007-2008             | Stade rennais            | Ligue 1               | 4           | 0           | 1               | 0               | 0                 | 0                 | -                              | -                              | -                              | -       | -       | 5     | 0     |
| 2008-2009             | Stade rennais            | Ligue 1               | 15          | 0           | 4               | 0               | 2                 | 0                 | CI+C3                          | 1+1                            | 0+0                            | 2       | 0       | 25    | 0     |
| 2009-2010             | Stade rennais            | Ligue 1               | 0           | 0           | 0               | 0               | 1                 | 0                 | -                              | -                              | -                              | 11      | 0       | 12    | 0     |
| Sous-total            | Sous-total               | Sous-total            | 19          | 0           | 5               | 0               | 3                 | 0                 | -                              | 2                              | 0                              | 13      | 0       | 42    | 0     |
| 2010-2011             | SC Braga                 | Liga Sagres           | 20          | 0           | 0               | 0               | 2                 | 0                 | C1+C3                          | 7+1                            | 1+0                            | 0       | 0       | 30    | 1     |
| 2011-2012             | SC Braga                 | Liga Sagres           | 26          | 4           | 1               | 0               | 4                 | 0                 | C3                             | 9                              | 2                              | 4       | 0       | 44    | 6     |
| 2012-2013             | SC Braga                 | Liga Sagres           | 18          | 1           | 0               | 0               | 3                 | 0                 | C1                             | 3                              | 0                              | 16      | 2       | 40    | 3     |
| 2013-2014             | SC Braga                 | Liga Sagres           | 9           | 0           | 2               | 0               | 1                 | 0                 | -                              | -                              | -                              | 5       | 0       | 17    | 0     |
| Sous-total            | Sous-total               | Sous-total            | 73          | 5           | 3               | 0               | 10                | 0                 | -                              | 20                             | 3                              | 25      | 2       | 131   | 10    |
| 2013-2014             | AS Monaco                | Ligue 1               | 5           | 0           | 2               | 0               | 0                 | 0                 | -                              | -                              | -                              | 3       | 0       | 10    | 0     |
| 2014-2015             | AS Monaco                | Ligue 1               | 12          | 1           | 4               | 0               | 1                 | 0                 | C1                             | 3                              | 0                              | 3       | 0       | 23    | 1     |
| 2015-2016             | AS Monaco                | Ligue 1               | 20          | 0           | 0               | 0               | 1                 | 0                 | C1+C3                          | 2+4                            | 1+0                            | 6       | 0       | 33    | 1     |
| 2016-2017             | Standard de Liège (prêt) | Jupiler League        | 6           | 0           | 1               | 0               | -                 | -                 | C3                             | 3                              | 0                              | 3       | 0       | 13    | 0     |
| 2016-2017             | Sporting Gijón (prêt)    | La Liga               | 3           | 1           | -               | -               | -                 | -                 | -                              | -                              | -                              | 3       | 0       | 6     | 1     |
| 2017-2018             | Sivasspor (prêt)         | Süper Lig             | 7           | 0           | 3               | 0               | -                 | -                 | -                              | -                              | -                              | 3       | 0       | 13    | 0     |
| 2017-2018             | Cercle Bruges KSV (prêt) | Proximus League       | 2           | 0           | -               | -               | -                 | -                 | -                              | -                              | -                              | 2       | 0       | 4     | 0     |
| Sous-total            | Sous-total               | Sous-total            | 55          | 2           | 10              | 0               | 2                 | 0                 | -                              | 12                             | 1                              | 23      | 0       | 102   | 3     |
| Total sur la carrière | Total sur la carrière    | Total sur la carrière | 147         | 7           | 18              | 0               | 15                | 0                 | -                              | 34                             | 4                              | 61      | 2       | 275   | 13    |

### Buts internationaux
| Buts en sélection de Elderson Uwa Echiejile | Buts en sélection de Elderson Uwa Echiejile | Buts en sélection de Elderson Uwa Echiejile | Buts en sélection de Elderson Uwa Echiejile | Buts en sélection de Elderson Uwa Echiejile | Buts en sélection de Elderson Uwa Echiejile | Buts en sélection de Elderson Uwa Echiejile | Buts en sélection de Elderson Uwa Echiejile |
| #                                           | Date                                        | Lieu                                        | Adversaire                                  | Score                                       | Résultat                                    | Compétition                                 |                                             |
| ------------------------------------------- | ------------------------------------------- | ------------------------------------------- | ------------------------------------------- | ------------------------------------------- | ------------------------------------------- | ------------------------------------------- | ------------------------------------------- |
| 1.                                          | 6 février 2013                              | Stade Moses-Mabhida, Durban                 | Mali                                        | 1-0                                         | 4-1                                         | CAN 2013                                    |                                             |
| 2.                                          | 17 juin 2013                                | Mineirão, Belo Horizonte                    | Tahiti                                      | 6-1                                         | 6-1                                         | Coupe des confédérations 2013               |                                             |

## Palmarès

### En club
Avec le SC Braga, Elderson Echéjilé remporte la Coupe de la Ligue en 2013.
Il est également Champion de Belgique de D2 en 2018 avec le Cercle Bruges KSV.

### En sélection
Avec le Nigeria, il remporte la Coupe d'Afrique des nations en 2013.